# Complex van Koguryo-graven
Het complex van Koguryo-graven is gelegen in Noord-Korea en staat sinds juli 2004 vermeld op de werelderfgoedlijst van UNESCO. Het complex bestaat uit 30 verschillende graftombes uit de latere periode van het Koguryo-tijdperk. De graven staan voornamelijk in groepen, maar enkele staan los opgesteld. De muren zijn bont gekleurd en beelden het dagelijkse leven en Koreaanse mythes af.
Koguryo was een koninkrijk dat het noorden van Korea beheerste van 37 voor Christus tot 668 na Christus. Deze tombes zijn bijna de enige bewaarde restanten van deze cultuur.
In totaal zijn er in China en Korea zo'n 10.000 graven van de Koguryo ontdekt. Een negentigtal hiervan heeft wandschilderingen. Dertig hiervan zijn als UNESCO werelderfgoed bestempeld en maken onderdeel uit van het Complex van Koguryo-graven. Deze beschilderde graven werden vermoedelijk gebruikt om leden van de koninklijke familie en aristocratische burgers te begraven.
De verantwoording van UNESCO om het complex als werelderfgoed aan te merken luidt als volgt:
- De muurschilderingen zijn meesterwerken van de cultuur van het Koguryotijdperk. De graven getuigen van technisch vernuft.
- De begrafenisgebruiken van de Koguryocultuur hebben grote invloed gehad op andere culturen in het Verre Oosten, waaronder die van Japan.
- De graftombes geven een uniek beeld van de cultuur, de begrafenisgebruiken, het dagelijks leven en de ideeënwereld van de Koguryo.
- Het complex is een belangrijk voorbeeld van begrafenistypologie.